# Fraissinet-de-Fourques
Pour les articles homonymes, voir Fraissinet.
Fraissinet-de-Fourques est une commune française, située dans le sud du département de la Lozère, en région Occitanie.
Exposée à un climat de montagne, elle est drainée par le ruisseau de Fraissinet et par divers autres petits cours d'eau. Incluse dans les Cévennes, la commune possède un patrimoine naturel remarquable : deux sites Natura 2000 (les « vallées du Tarn, du Tarnon et de la Mimente » et « les Cévennes ») et sept zones naturelles d'intérêt écologique, faunistique et floristique.
Fraissinet-de-Fourques est une commune rurale qui compte 82 habitants en 2022, après avoir connu un pic de population de 938 habitants en 1800.  Ses habitants sont appelés les Fraissinetais ou  Fraissinetaises.

## Géographie

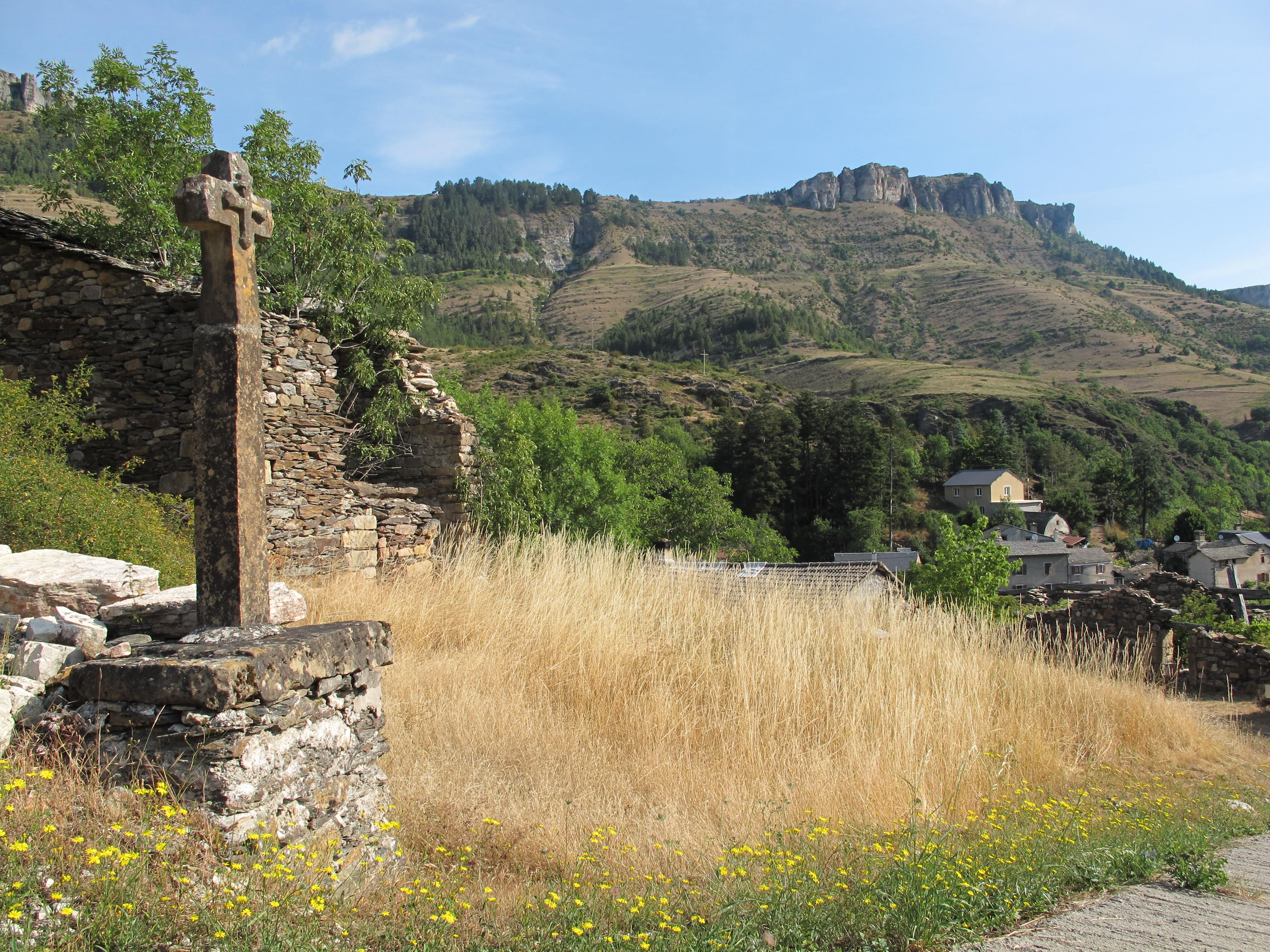
Vue sur le haut des Causses du Méjean depuis le village

### Communes limitrophes
Les communes limitrophes sont  Gatuzières, Rousses et Vebron.
|            | Vebron                 |         |
|            | Fraissinet-de-Fourques | Rousses |
| Gatuzières |                        |         |

### Climat
Pour des articles plus généraux, voir Climat de l'Occitanie et Climat de la Lozère.
En 2010, le climat de la commune est de type climat des marges montargnardes, selon une étude s'appuyant sur une série de données couvrant la période 1971-2000. En 2020, Météo-France publie une typologie des climats de la France métropolitaine dans laquelle la commune est exposée à un climat de montagne ou de marges de montagne et est dans la région climatique Sud-est du Massif Central, caractérisée par une pluviométrie annuelle de 1 000 à 1 500 mm, minimale en été, maximale en automne.
Pour la période 1971-2000, la température annuelle moyenne est de 9,9 °C, avec une amplitude thermique annuelle de 15,8 °C. Le cumul annuel moyen de précipitations est de 1 450 mm, avec 10,5 jours de précipitations en janvier et 5,1 jours en juillet. Pour la période 1991-2020, la température moyenne annuelle observée sur la station météorologique la plus proche, située sur la commune de Gatuzières à 4 km à vol d'oiseau, est de 9,9 °C et le cumul annuel moyen de précipitations est de 947,4 mm,. Pour l'avenir, les paramètres climatiques de la commune estimés pour 2050 selon différents scénarios d'émission de gaz à effet de serre sont consultables sur un site dédié publié par Météo-France en novembre 2022.

### Milieux naturels et biodiversité

#### Espaces protégés
La protection réglementaire est le mode d’intervention le plus fort pour préserver des espaces naturels remarquables et leur biodiversité associée,.
Dans ce cadre, la commune fait partie de la zone cœur du Parc national des Cévennes. Ce  parc national, créé en 1967, est un territoire de moyenne montagne formé de cinq entités géographiques : le massif de l'Aigoual, le causse Méjean avec les gorges du Tarn et de la Jonte, le mont Lozère, les vallées cévenoles ainsi que le piémont cévenol.
Les Cévennes sont également un territoire reconnu réserve de biosphère par l'UNESCO en 1985 pour la mosaïque de milieux naturels qui la composent et qui abritent une biodiversité exceptionnelle, avec 2 400 espèces animales, 2 300 espèces de plantes à fleurs et de fougères, auxquelles s’ajoutent d’innombrables mousses, lichens, champignons,.

#### Réseau Natura 2000

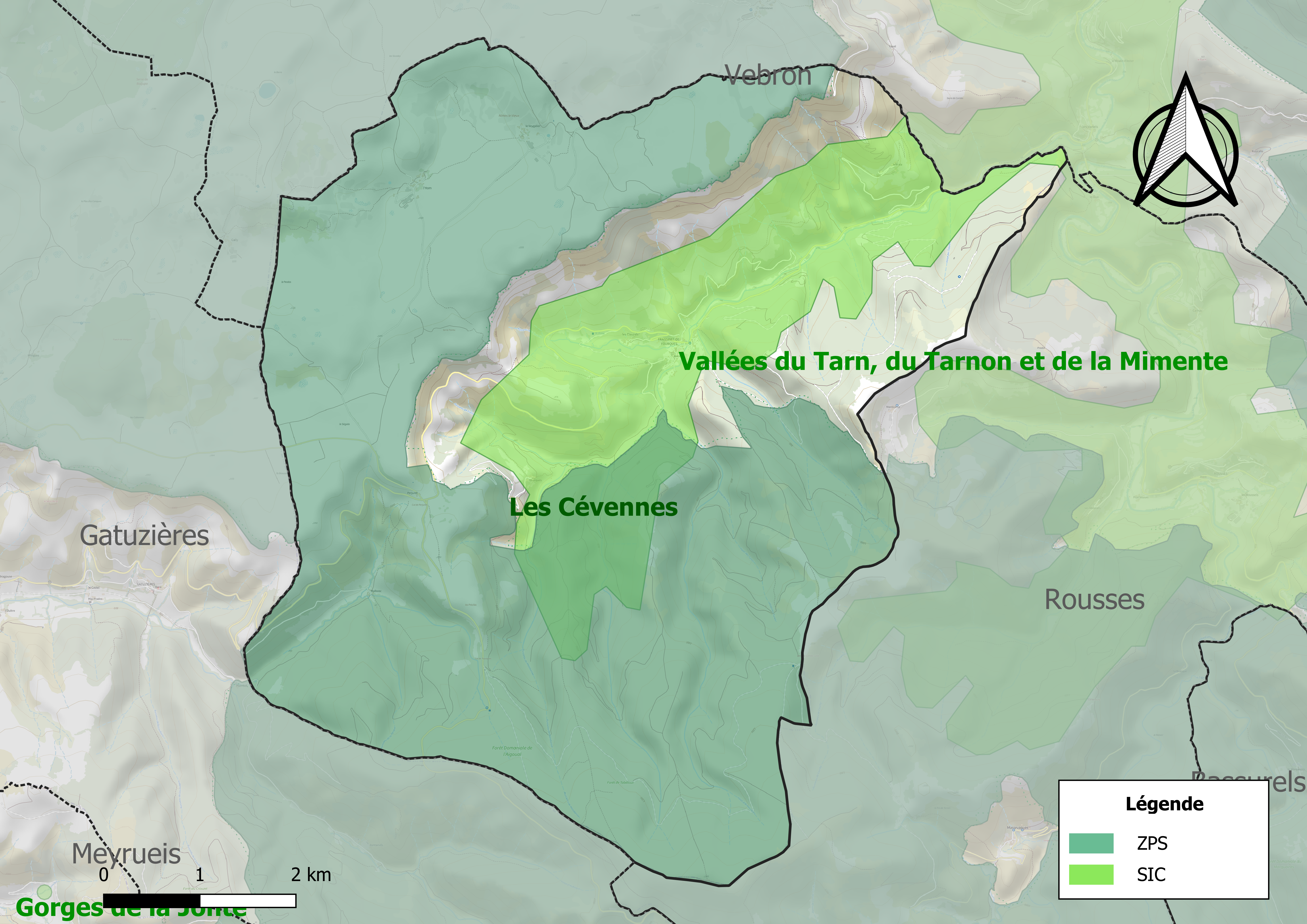
Site Natura 2000 sur le territoire communal.

Le réseau Natura 2000 est un réseau écologique européen de sites naturels d'intérêt écologique élaboré à partir des directives habitats et oiseaux, constitué de zones spéciales de conservation (ZSC) et de zones de protection spéciale (ZPS).
Un site Natura 2000 a été défini sur la commune au titre de la directive habitats : les « vallées du Tarn, du Tarnon et de la Mimente », d'une superficie de 10 493 ha, des habitats pour deux mammifères : la Loutre (Lutra lutra) et le castor
et un au titre de la directive oiseaux : « les Cévennes », d'une superficie de 92 044 ha, correspondant précisément à la zone centrale du parc national des Cévennes et rassemblant plusieurs ensembles distincts. La diversité des milieux et des paysages permet le maintien d'une avifaune riche et diversifiée : au total, 135 espèces d'oiseaux, dont 22 inscrites à l'annexe 1 de la directive 79-409-CEE, recensées dans la zone centrale du parc, dont une vingtaine d'espèces de rapaces diurnes et sept nocturnes.

#### Zones naturelles d'intérêt écologique, faunistique et floristique
L’inventaire des zones naturelles d'intérêt écologique, faunistique et floristique (ZNIEFF) a pour objectif de réaliser une couverture des zones les plus intéressantes sur le plan écologique, essentiellement dans la perspective d’améliorer la connaissance du patrimoine naturel national et de fournir aux différents décideurs un outil d’aide à la prise en compte de l’environnement dans l’aménagement du territoire.
Trois ZNIEFF de type 1 sont recensées sur la commune :
- le « chaos dolomitique de Nîmes-le-vieux » (288 ha), couvrant 3 communes du département[18] ;
- les « contreforts oriental du causse Méjean entre Ferreyrettes et Fraissinet-de-Fourques » (957 ha), couvrant 3 communes du département[19] ;
- le « ruisseau de Malabaisse » (8 ha)[20] ;

et quatre ZNIEFF de type 2, : 
- le « causse Méjean » (33 342 ha), couvrant 13 communes du département[21] ;
- les « gorges de la Jonte » (4 568 ha), couvrant 8 communes dont deux dans l'Aveyron et six dans la Lozère[22] ;
- le « massif de l'Aigoual et du Lingas » (28 495 ha), couvrant 17 communes dont 12 dans le Gard et cinq dans la Lozère[23];
- la « vallée du Tarnon » (6 248 ha), couvrant 7 communes du département[24].

Cartes des ZNIEFF de type 1 et 2 à Fraissinet-de-Fourques.
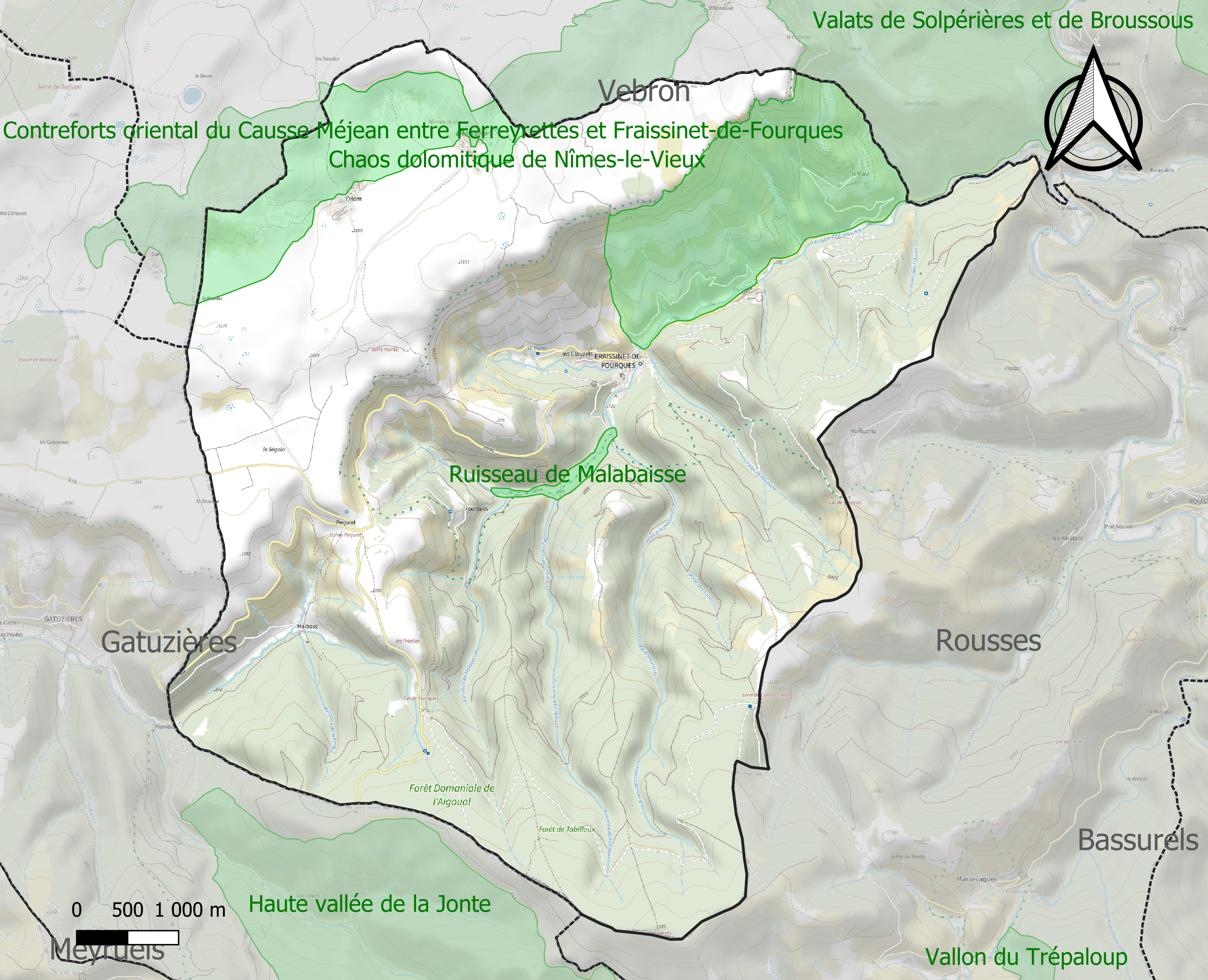
Carte des ZNIEFF de type 1 sur la commune.
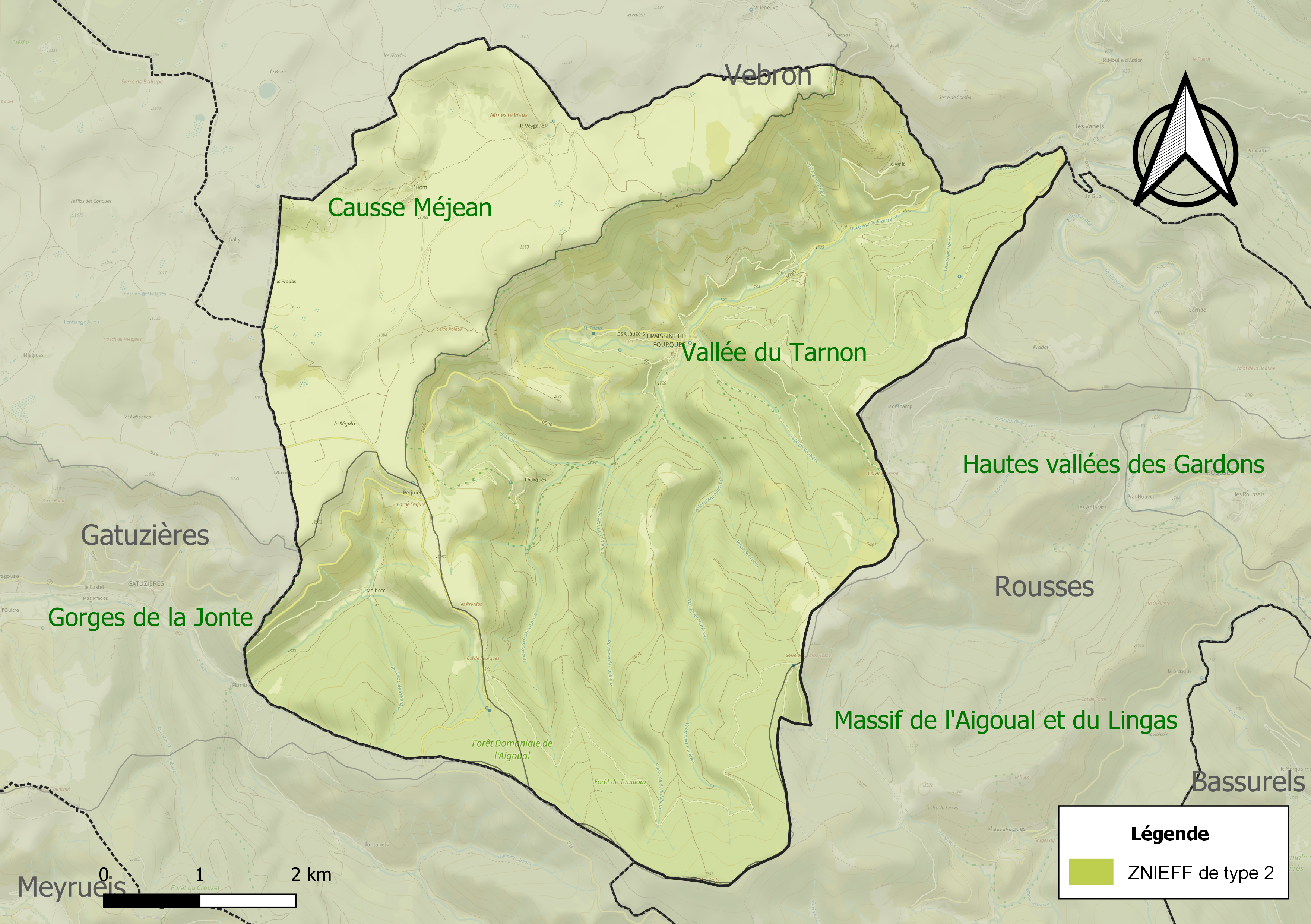
Carte des ZNIEFF de type 2 sur la commune.

### Géologie

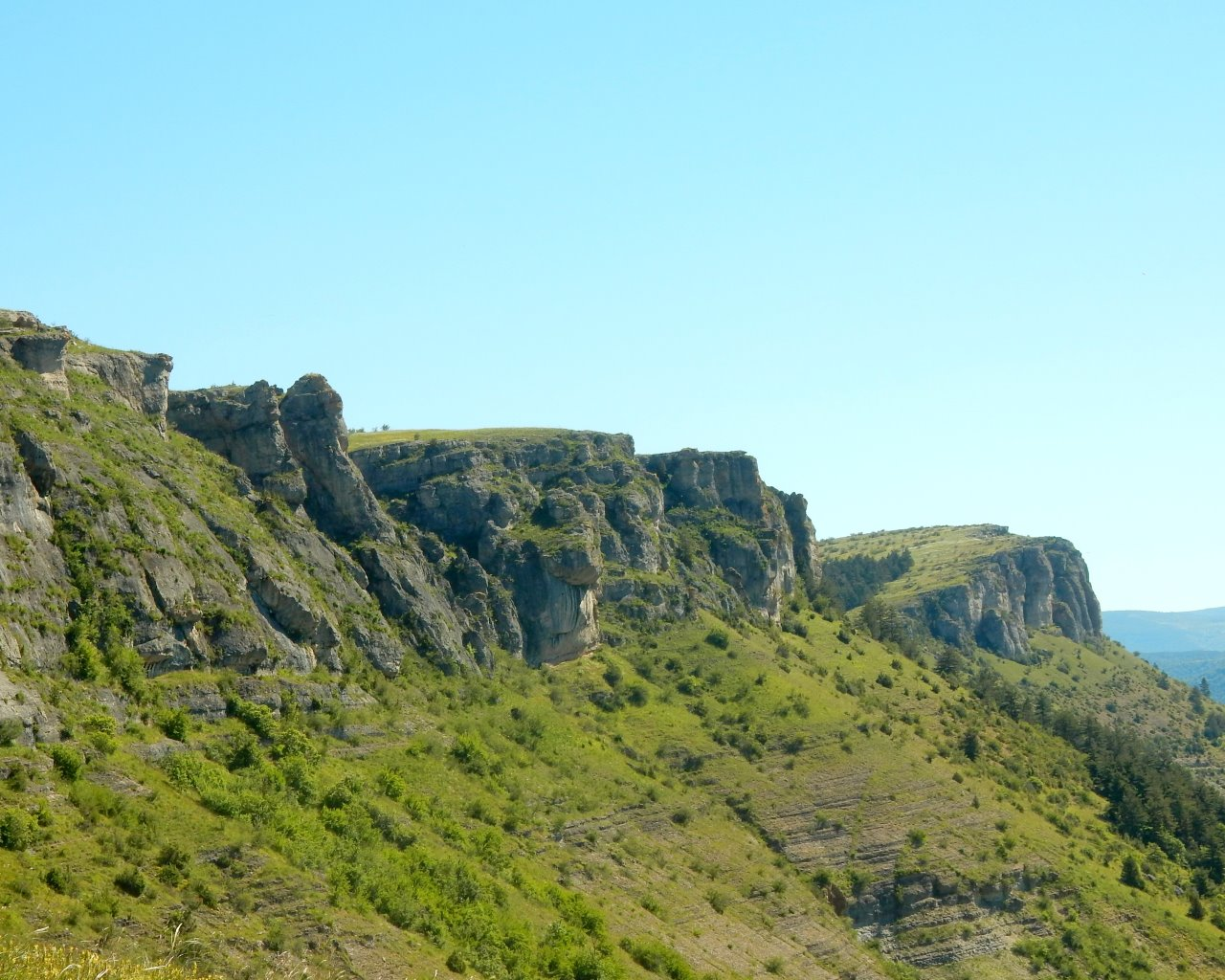
La montée d'un sentier escarpé qui part au pied des falaises et mène à la balme de Fraissinet, offre un intérêt géologique. Le versant permet d'observer assez bien la coupe stratigraphique de la région.

Le territoire fait partie des coupes stratigraphiques classiques de la bordure cévenole du bassin des Causses. La montée de Fraissinet vers le col de Perjuret, permet d'observer successivement des schistes rouilles très altérés (cette teinte lie de vin résulte de l'altération intense du socle hercynien sous des conditions tropicales) ; des dépôts mésozoïques issus des transgressions successives de la mer sur le socle pénéplané et qui traduisent les mouvements d'allers et retours d'une mer épicontinentale très sensible aux mouvements eustatiques. Ces dépôts sont représentés par : les grès, sables et conglomérats du Trias ; les dolomies et marnes de l'Hettangien ; les marnes grises du Toarcien (riches en fossiles : bélemnistes, gastéropodes, lamellibranches, lys de mer, ammonites pyriteuses) ; calcaires noduleux de l'Aalénien (nodules formés d'autres calcaires) ; calcaires à chailles et dolomies cristallines du Bajocien.

## Urbanisme

### Typologie
Au 1er janvier 2024, Fraissinet-de-Fourques est catégorisée commune rurale à habitat très dispersé, selon la nouvelle grille communale de densité à sept niveaux définie par l'Insee en 2022.
Elle est située hors unité urbaine et hors attraction des villes,.

### Occupation des sols
L'occupation des sols de la commune, telle qu'elle ressort de la base de données européenne d’occupation biophysique des sols Corine Land Cover (CLC), est marquée par l'importance des forêts et milieux semi-naturels (96,5 % en 2018), une proportion identique à celle de 1990 (96,5 %). La répartition détaillée en 2018 est la suivante : 
forêts (56,6 %), milieux à végétation arbustive et/ou herbacée (32,9 %), espaces ouverts, sans ou avec peu de végétation (7 %), terres arables (3,5 %). L'évolution de l’occupation des sols de la commune et de ses infrastructures peut être observée sur les différentes représentations cartographiques du territoire : la carte de Cassini (XVIIIe siècle), la carte d'état-major (1820-1866) et les cartes ou photos aériennes de l'IGN pour la période actuelle (1950 à aujourd'hui).

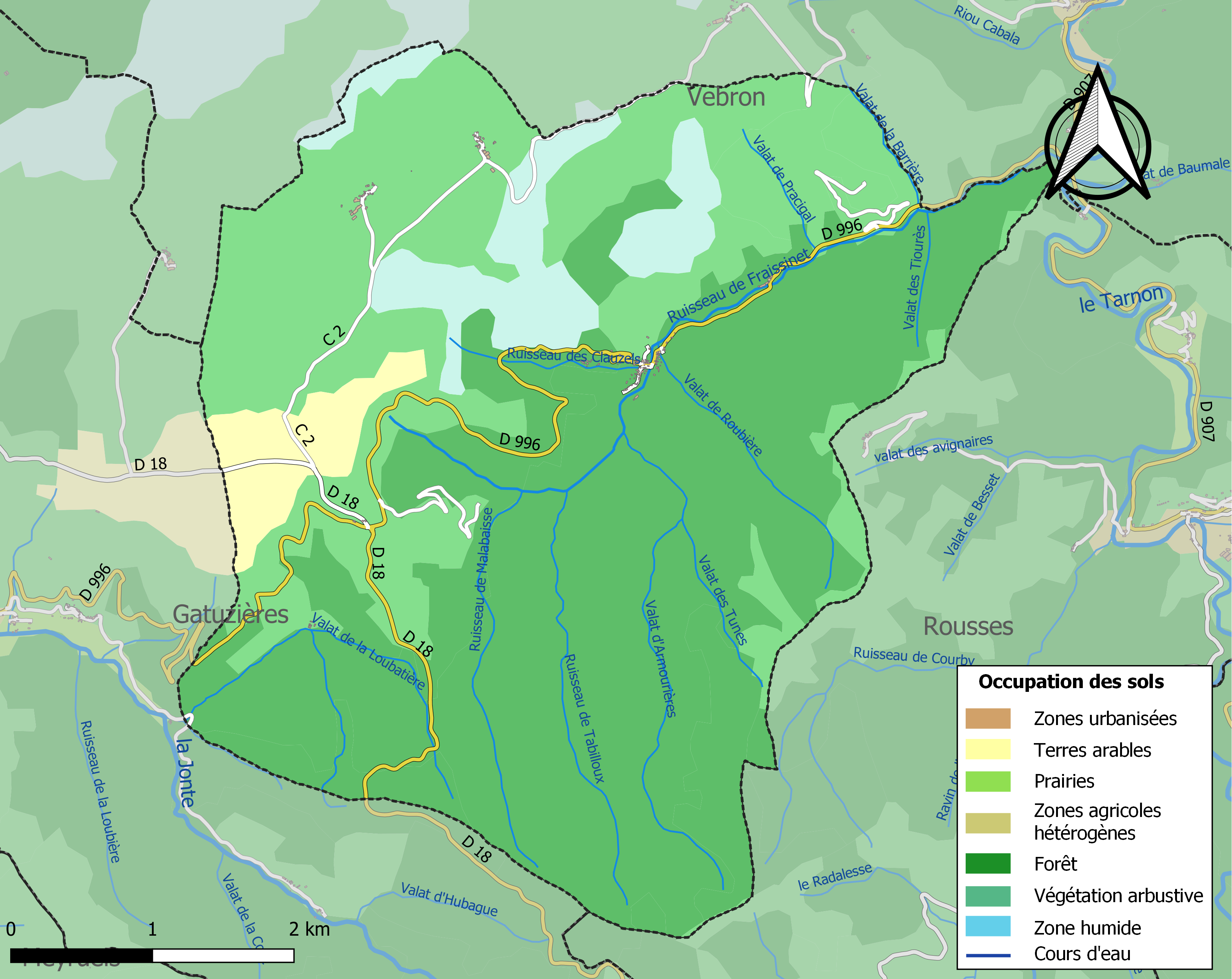
Carte des infrastructures et de l'occupation des sols de la commune en 2018 (CLC).

### Risques majeurs
Le territoire de la commune de Fraissinet-de-Fourques est vulnérable à différents aléas naturels : météorologiques (tempête, orage, neige, grand froid, canicule ou sécheresse), feux de forêts, mouvements de terrains et séisme (sismicité faible). Il est également exposé à un risque particulier : le risque de radon. Un site publié par le BRGM permet d'évaluer simplement et rapidement les risques d'un bien localisé soit par son adresse soit par le numéro de sa parcelle.

#### Risques naturels
Fraissinet-de-Fourques est exposée au risque de feu de forêt. Un plan départemental de protection des forêts contre les incendies (PDPFCI) a été approuvé en décembre 2014 pour la période 2014-2023. Les mesures individuelles de prévention contre les incendies sont précisées par divers arrêtés préfectoraux et s’appliquent dans les zones exposées aux incendies de forêt et à moins de 200 mètres de celles-ci. L’arrêté du 23 mars 2018, complété par un arrêté de 2020, réglemente l'emploi du feu en interdisant notamment d’apporter du feu, de fumer et de jeter des mégots de cigarette dans les espaces sensibles et sur les voies qui les traversent sous peine de sanctions. L'arrêté du 23 août 2021, abrogeant un arrêté de 2002, rend le débroussaillement obligatoire, incombant au propriétaire ou ayant droit,,.

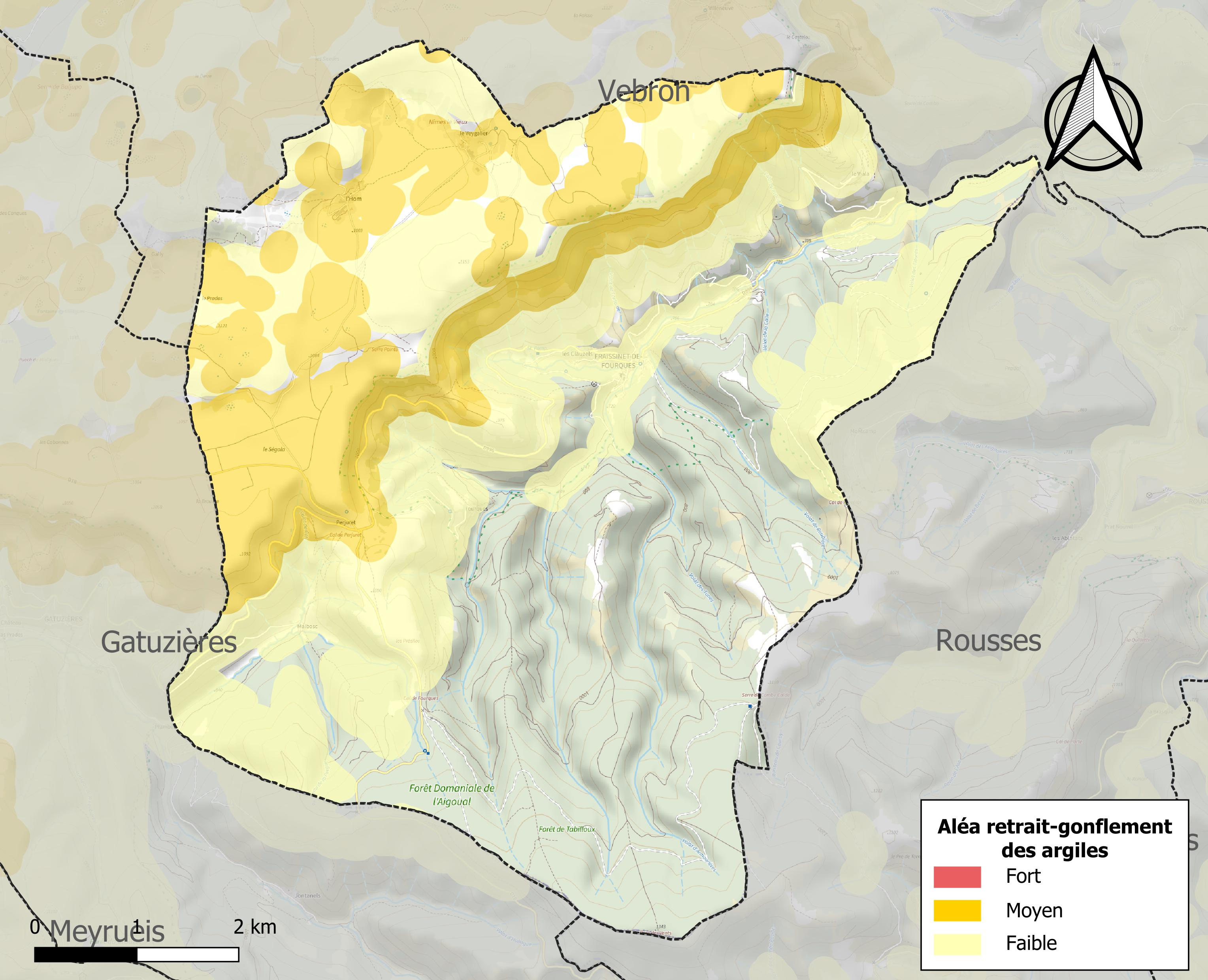
Carte des zones d'aléa retrait-gonflement des sols argileux de Fraissinet-de-Fourques.

Les mouvements de terrains susceptibles de se produire sur la commune sont des affaissements et effondrements liés aux cavités souterraines (hors mines), des éboulements, chutes de pierres et de blocs et des glissements de terrain. Par ailleurs, afin de mieux appréhender le risque d’affaissement de terrain, l'inventaire national des cavités souterraines permet de localiser celles situées sur la commune.
Le retrait-gonflement des sols argileux est susceptible d'engendrer des dommages importants aux bâtiments en cas d’alternance de périodes de sécheresse et de pluie. 23,1 % de la superficie communale est en aléa moyen ou fort (15,8 % au niveau départemental et 48,5 % au niveau national). Sur les 101 bâtiments dénombrés sur la commune en 2019,  14 sont en aléa moyen ou fort, soit 14 %, à comparer aux 14 % au niveau départemental et 54 % au niveau national. Une cartographie de l'exposition du territoire national au retrait gonflement des sols argileux est disponible sur le site du BRGM,.
Par ailleurs, afin de mieux appréhender le risque d’affaissement de terrain, l'inventaire national des cavités souterraines permet de localiser celles situées sur la commune.
La commune a été reconnue en état de catastrophe naturelle au titre des dommages causés par les inondations et coulées de boue survenues en 1982 et 1994. 

#### Risque particulier
Dans plusieurs parties du territoire national, le radon, accumulé dans certains logements ou autres locaux, peut constituer une source significative d’exposition de la population aux rayonnements ionisants. Certaines communes du département sont concernées par le risque radon à un niveau plus ou moins élevé. Selon la classification de 2018, la commune de Fraissinet-de-Fourques est classée en zone 2, à savoir zone à potentiel radon faible mais sur lesquelles des facteurs géologiques particuliers peuvent faciliter le transfert du radon vers les bâtiments.

## Toponymie
Fraissinet vient du latin frax(i)num (frêne) et du suffixe etum pour désigner un lieu planté de frênes. Fourque provient de l'occitan forc qui signifie fourche, croisée de chemins. Dans le Feuda Gabalorum (1307), le village est mentionné sous la forme : Frayceneto de Furcis.

## Politique et administration

### Découpage territorial
La commune de Fraissinet-de-Fourques est membre de la communauté de communes Gorges Causses Cévennes, un établissement public de coopération intercommunale (EPCI) à fiscalité propre créé le 30 novembre 2016 dont le siège est à Florac Trois Rivières. Ce dernier est par ailleurs membre d'autres groupements intercommunaux.
Sur le plan administratif, elle est rattachée à l'arrondissement de Florac, à la circonscription administrative de l'État de la Lozère et à la région Occitanie.
Sur le plan électoral, elle dépend du canton du Collet-de-Dèze pour l'élection des conseillers départementaux, depuis le redécoupage cantonal de 2014 entré en vigueur en 2015, et de la circonscription de la Lozère pour les élections législatives, depuis le dernier découpage électoral de 2010.

### Liste des maires
| Période | Période  | Identité          | Étiquette | Qualité |
| ------- | -------- | ----------------- | --------- | ------- |
| 2001    | 2014     | Albert Clément    |           |         |
| 2014    | En cours | Eddy Charbonneaux |           |         |

## Population et société

### Démographie

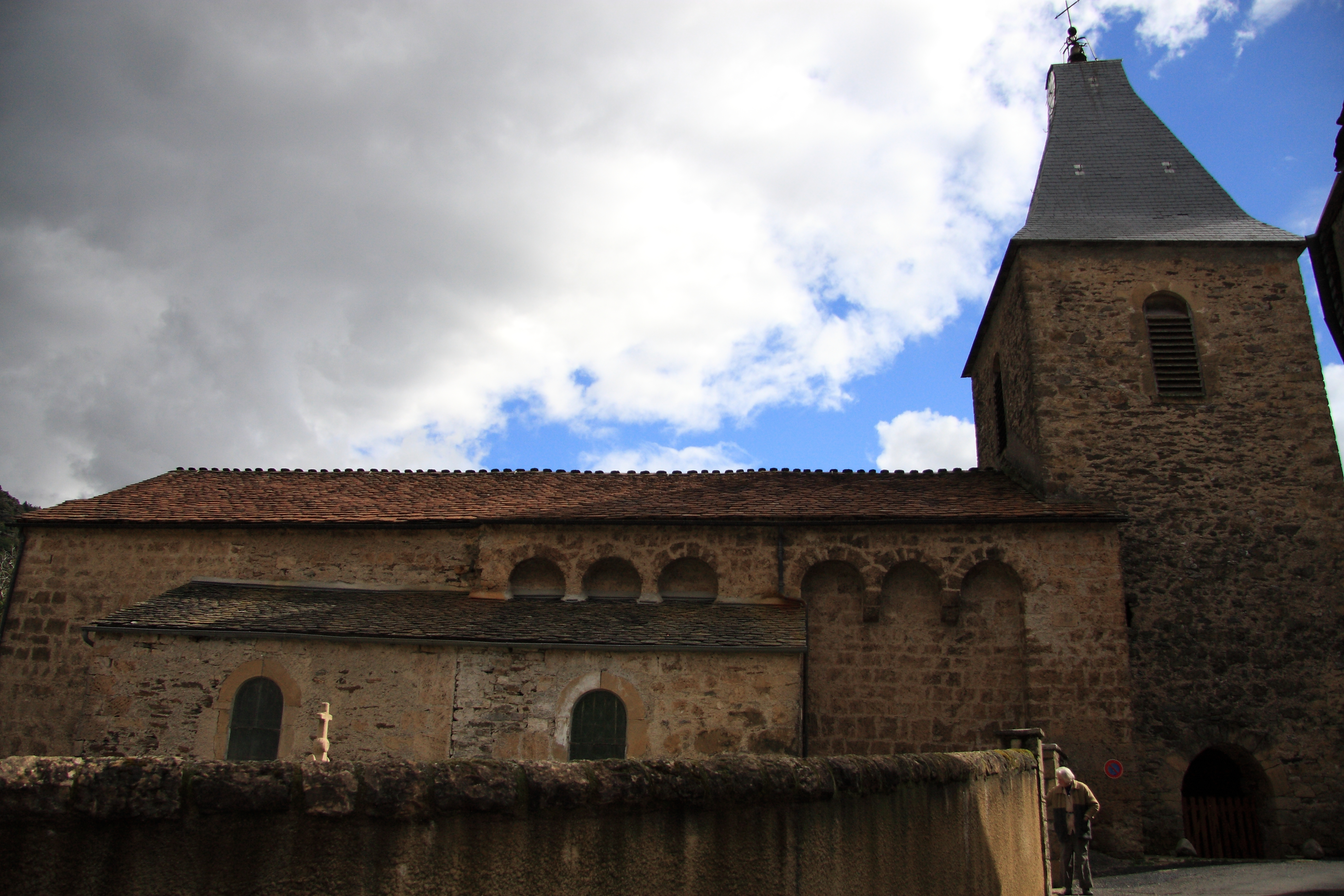
Église Saints-Pierre-et-Paul

L'évolution du nombre d'habitants est connue à travers les recensements de la population effectués dans la commune depuis 1793. Pour les communes de moins de 10 000 habitants, une enquête de recensement portant sur toute la population est réalisée tous les cinq ans, les populations de référence des années intermédiaires étant quant à elles estimées par interpolation ou extrapolation. Pour la commune, le premier recensement exhaustif entrant dans le cadre du nouveau dispositif a été réalisé en 2007.

En 2022, la commune comptait 82 habitants, en évolution de +10,81 % par rapport à 2016 (Lozère : +0,11 %, France hors Mayotte : +2,11 %).
| 1793 | 1800 | 1806 | 1821 | 1831 | 1836 | 1841 | 1846 | 1851 |
| ---- | ---- | ---- | ---- | ---- | ---- | ---- | ---- | ---- |
| 930  | 938  | 512  | 551  | 559  | 554  | 534  | 510  | 540  |

| 1856 | 1861 | 1866 | 1872 | 1876 | 1881 | 1886 | 1891 | 1896 |
| ---- | ---- | ---- | ---- | ---- | ---- | ---- | ---- | ---- |
| 555  | 550  | 497  | 456  | 479  | 386  | 424  | 410  | 368  |

| 1901 | 1906 | 1911 | 1921 | 1926 | 1931 | 1936 | 1946 | 1954 |
| ---- | ---- | ---- | ---- | ---- | ---- | ---- | ---- | ---- |
| 372  | 354  | 335  | 252  | 211  | 191  | 188  | 163  | 138  |

| 1962 | 1968 | 1975 | 1982 | 1990 | 1999 | 2006 | 2007 | 2012 |
| ---- | ---- | ---- | ---- | ---- | ---- | ---- | ---- | ---- |
| 125  | 97   | 72   | 64   | 62   | 67   | 64   | 63   | 68   |

| 2017 | 2022 | - | - | - | - | - | - | - |
| ---- | ---- | - | - | - | - | - | - | - |
| 79   | 82   | - | - | - | - | - | - | - |

## Économie

### Emploi
|                | 2008  | 2013   | 2018  |
| -------------- | ----- | ------ | ----- |
| Commune        | 0 %   | 14,3 % | 10 %  |
| Département    | 5 %   | 6,4 %  | 7,1 % |
| France entière | 8,3 % | 10 %   | 10 %  |

En 2018, la population âgée de 15 à 64 ans s'élève à 41 personnes, parmi lesquelles on compte 80 % d'actifs (70 % ayant un emploi et 10 % de chômeurs) et 20 % d'inactifs,. En  2018, le taux de chômage communal (au sens du recensement) des 15-64 ans est supérieur à celui du département et de la France, alors qu'en 2008 la situation était inverse.
La commune est hors attraction des villes,. Elle compte 30 emplois en 2018, contre 31 en 2013 et 31 en 2008. Le nombre d'actifs ayant un emploi résidant dans la commune est de 28, soit un indicateur de concentration d'emploi de 106,8 % et un taux d'activité parmi les 15 ans ou plus de 47,1 %.
Sur ces 28 actifs de 15 ans ou plus ayant un emploi, 16 travaillent dans la commune, soit 57 % des habitants. Pour se rendre au travail, 67,9 % des habitants utilisent un véhicule personnel ou de fonction à quatre roues et 32,1 % n'ont pas besoin de transport (travail au domicile).

## Culture locale et patrimoine

### Lieux et monuments
- Église Saints-Pierre-et-Paul de Fraissinet-de-Fourques.

### Héraldique
| Blason de Fraissinet-de-Fourques | Blason  | De sinople, au pont d'une arche d'argent, maçonné de sable ; l'arche contenant une roue de moulin du second, le tout baignant dans une mer réduite d'azur, ondulée d'argent ; à une branche de frêne d'or, s'élevant sur le pont, feuillée de sept pièces, accostée de deux demi brebis arrêtées et affrontées d'argent, se mouvant des flancs de l'écu sur le pont et accompagnées en chef dextre d'un fouet d'argent, garni de boules pointées, mis en barre, et au senestre d'une épée de même, mise en bande. |
| Blason de Fraissinet-de-Fourques | Détails | Le sinople symbolise autant les vastes étendues agricoles du nord de la commune sur le Causse-Méjean avec la production de fourrages et de céréales, que les vastes forêts de la partie sud réparties autour du Perjuret, sur les contreforts du Mont-Aigoual. La mer azur indique que la commune est couverte d'une multitude de valat et de ruisseaux dont celui de Fraissinet qui traverse le village. Le pont représente les deux qui sont édifiés dans le village et la roue de moulin image ceux de Fraissinet : un sur le Clauzel et un sur le ruisseau de Fraissinet. La branche de frêne traduit le nom de la commune qui signifie l'endroit où pousse le frêne ; chacune des feuilles rappelle les lieux habités, y compris ceux qui ont disparu aujourd'hui : Le chef-lieu Fraissinet, Clauzel, Fourques, l'Hom, Malbosc, Perjuret, Veigalier et Viallas. Le fouet avec les boules garnies de pointes symbolise saint Gervais et l'épée saint Protais qui a été décapité après la mort de son frère ; ils sont les saints patrons de la paroisse de Fraissinet. Les brebis indiquent que l'élevage ovin est majoritaire ici soit sur place soit à l'occasion de la transhumance. Les ornements sont deux branches de châtaignier de sinople, fruitées d'or, mises en sautoir par la pointe et liées d'or afin d'indiquer la présence des bois au sud de la commune. Le listel d'argent porte le nom de la commune en lettres majuscules de sable. La couronne de tours dit que l’écu est celui d’une commune ; elle n’a rien à voir avec des fortifications. Le statut officiel du blason reste à déterminer. |